# 范公謨
范公謨（?—?），廣東省廣州府番禺縣人，清朝政治人物、進士出身。
光緒二十年（1894年），参加光緒甲午科殿試，登進士二甲106名。同年五月，以主事分部学习。